# Santa Maria de Corcó (ort)
Santa Maria de Corcó är en ort i Spanien.   Den ligger i provinsen Província de Barcelona och regionen Katalonien, i den östra delen av landet, 500 km öster om huvudstaden Madrid. Santa Maria de Corcó ligger 740 meter över havet och antalet invånare är 2 171.
Terrängen runt Santa Maria de Corcó är kuperad åt nordost, men åt sydväst är den platt.Runt Santa Maria de Corcó är det glesbefolkat, med 14 invånare per kvadratkilometer. Närmaste större samhälle är Manlleu, 7,6 km sydväst om Santa Maria de Corcó. I omgivningarna runt Santa Maria de Corcó växer i huvudsak blandskog.